# Біленький Станіслав Сергійович
Станіслав Сергійович Біленький (нар. 22 серпня 1998, Донецьк, Україна) — український футболіст, нападник ізраїльського клубу «Маккабі» (Нетанья). Грав за молодіжну збірну України. Автор першого голу в історії донецького «Олімпіка» у єврокубках[джерело?].

## Життєпис
Народився в Донецьку. Вихованець молодіжних академій донецьких клубів «Шахтар» та «Олімпік».
Виступав у молодіжному чемпіонаті України. У складі «Олімпіка» дебютував в українській Прем'єр-лізі 31 травня 2017 року в поєдинку проти луганської «Зорі».
У серпні 2018 року став гравцем словацького клубу «ДАК 1904».